# Saint-Germain-de-Modéon
Pour les articles homonymes, voir Saint-Germain.
Saint-Germain-de-Modéon est une commune française située dans le département de la Côte-d'Or en région Bourgogne-Franche-Comté.

## Géographie
Saint-Germain-de-Modéon se situe dans le Morvan.

### Climat
Pour des articles plus généraux, voir Climat de la Bourgogne-Franche-Comté et Climat de la Côte-d'Or.
En 2010, le climat de la commune est de type climat de montagne, selon une étude du Centre national de la recherche scientifique s'appuyant sur une série de données couvrant la période 1971-2000. En 2020, Météo-France publie une typologie des climats de la France métropolitaine dans laquelle la commune est exposée à un climat océanique altéré et est dans la région climatique  Lorraine, plateau de Langres, Morvan, caractérisée par un hiver rude (1,5 °C), des vents modérés et des brouillards fréquents en automne et hiver. 
Pour la période 1971-2000, la température annuelle moyenne est de 10,2 °C, avec une amplitude thermique annuelle de 16,4 °C. Le cumul annuel moyen de précipitations est de 1 066 mm, avec 13,7 jours de précipitations en janvier et 9,2 jours en juillet. Pour la période 1991-2020, la température moyenne annuelle observée sur la station météorologique de Météo-France la plus proche, « Saint-Leger Vauban », sur la commune de Saint-Léger-Vauban à 7 km à vol d'oiseau, est de 10,2 °C et le cumul annuel moyen de précipitations est de 1 148,1 mm,. Pour l'avenir, les paramètres climatiques de la commune estimés pour 2050 selon différents scénarios d'émission de gaz à effet de serre sont consultables sur un site dédié publié par Météo-France en novembre 2022.

## Urbanisme

### Typologie
Au 1er janvier 2024, Saint-Germain-de-Modéon est catégorisée commune rurale à habitat très dispersé, selon la nouvelle grille communale de densité à 7 niveaux définie par l'Insee en 2022.
Elle est située hors unité urbaine. Par ailleurs la commune fait partie de l'aire d'attraction d'Avallon, dont elle est une commune de la couronne,. Cette aire, qui regroupe 74 communes, est catégorisée dans les aires de moins de 50 000 habitants,.

### Occupation des sols
L'occupation des sols de la commune, telle qu'elle ressort de la base de données européenne d’occupation biophysique des sols Corine Land Cover (CLC), est marquée par l'importance des forêts et milieux semi-naturels (78,1 % en 2018), une proportion sensiblement équivalente à celle de 1990 (78,7 %). La répartition détaillée en 2018 est la suivante : 
forêts (77,9 %), prairies (21,8 %), milieux à végétation arbustive et/ou herbacée (0,2 %). L'évolution de l’occupation des sols de la commune et de ses infrastructures peut être observée sur les différentes représentations cartographiques du territoire : la carte de Cassini (XVIIIe siècle), la carte d'état-major (1820-1866) et les cartes ou photos aériennes de l'IGN pour la période actuelle (1950 à aujourd'hui).

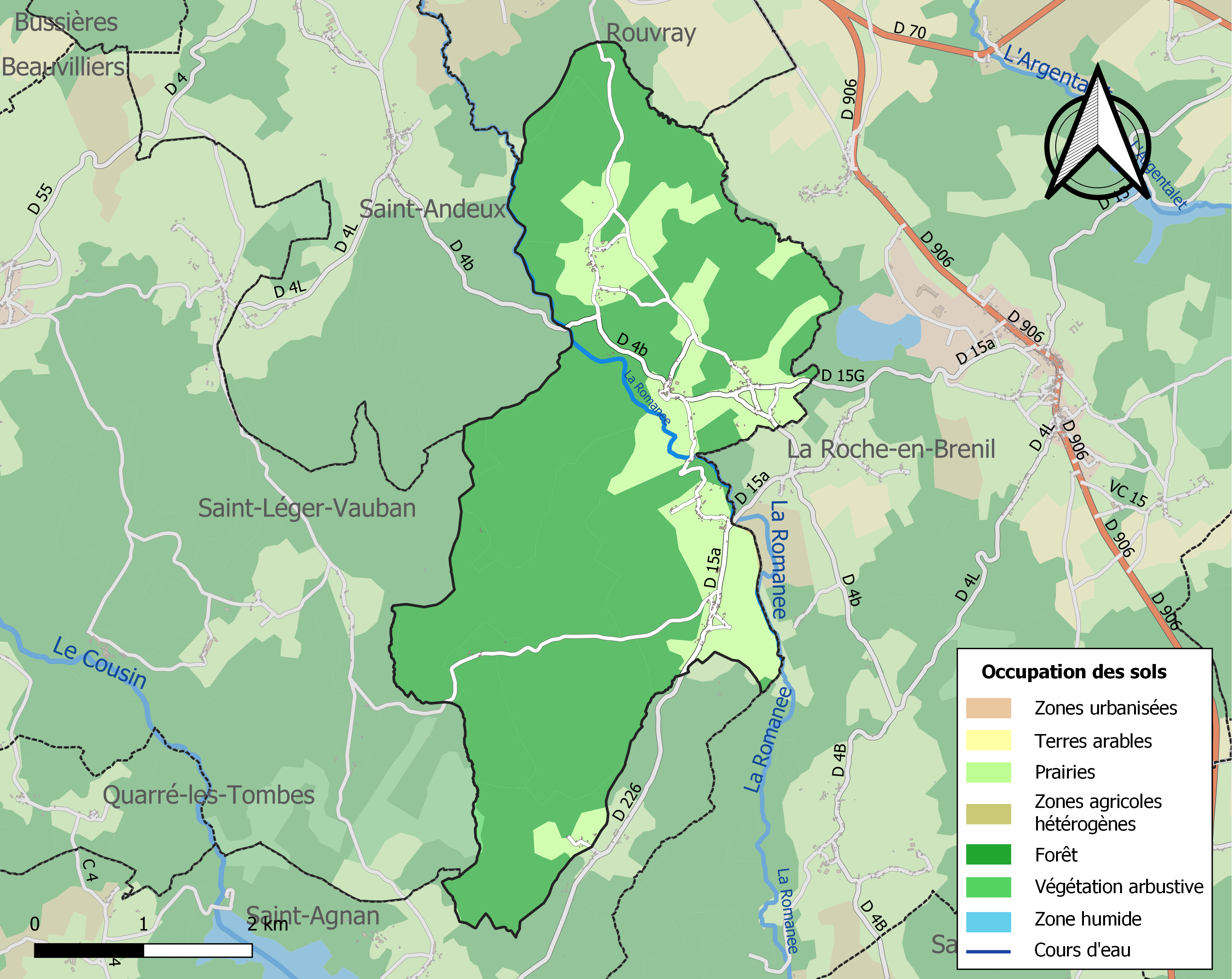
Carte des infrastructures et de l'occupation des sols de la commune en 2018 (CLC).

## Histoire
Les habitants de Saint Germain-de-Modéon s'appellent les Mundauniens (S.Germani de Mundaun en 1139). Source : D'amboise des Régions / Bourgogne. Ed.1994
Au cours de la période révolutionnaire de la Convention nationale (1792-1795), la commune a porté le nom abrégé de Modéon.

## Politique et administration
| Période                                  | Période  | Identité                                                             | Étiquette | Qualité           |
| ---------------------------------------- | -------- | -------------------------------------------------------------------- | --------- | ----------------- |
| 1791                                     | 1792     | Bruneaud Viellard                                                    |           |                   |
| 1793                                     | 1795     | Edme Loisier                                                         |           |                   |
| 1795                                     | 1796     | Bruneaud Viellard                                                    |           |                   |
| 1797                                     | 1799     | Edme Loisier - François Grossetète - François Soilly - Nicolas Nicot |           | Agents municipaux |
| 1800                                     | 1813     | François Soilly                                                      |           |                   |
| 1814                                     | 1815     | Bénigne Viellard                                                     |           |                   |
| 1816                                     | 1818     | Antoine Viellard                                                     |           |                   |
| 1819                                     | 1821     | François Culot                                                       |           |                   |
| 1821                                     | 1825     | André Joseph Julles Neullonrobert                                    |           |                   |
| 1825                                     | 1831     | Jean Boisseau                                                        |           |                   |
| 1831                                     | 1843     | François Soilly                                                      |           |                   |
| 1843                                     | 1848     | Jean Boisseau                                                        |           |                   |
| 1848                                     | 1851     | Edme Brenot Culot                                                    |           |                   |
| 1851                                     | 1865     | Antoine Vieillard                                                    |           |                   |
| 1865                                     | 1873     | César Picardat                                                       |           |                   |
| 1874                                     | 1876     | Antoine Vieillard                                                    |           |                   |
| 1876                                     | 1879     | César Picardat                                                       |           |                   |
| 1879                                     | 1881     | Jean Loisier Chereau                                                 |           |                   |
| 1881                                     | 1884     | César Soilly                                                         |           |                   |
| 1884                                     | 1888     | César Picardat                                                       |           |                   |
| 1888                                     | 1888     | Dominique Pompon                                                     |           |                   |
| 1888                                     | 1896     | César Vieillard                                                      |           |                   |
| 1896                                     | 1900     | Louis Grossetète                                                     |           |                   |
| 1900                                     | 1912     | Gustave Lucand                                                       |           |                   |
| 1912                                     | 1917     | François Robot                                                       |           |                   |
| 1917                                     | 1925     | Albert Maucourant                                                    |           |                   |
| 1925                                     | 1929     | Gabriel Parot                                                        |           |                   |
| 1929                                     | 1945     | Clément Teysser                                                      |           |                   |
| 1945                                     | 1946     | Gabriel Parot                                                        |           |                   |
| 1946                                     | 1957     | Clément Teysser                                                      |           |                   |
| 1958                                     | 1989     | Louis Parot                                                          |           |                   |
| 1989                                     | 1998     | Lucien Loisier                                                       |           |                   |
| septembre 1998                           | En cours | Valéry Loisier                                                       |           |                   |
| Les données manquantes sont à compléter. |          |                                                                      |           |                   |

## Démographie
L'évolution du nombre d'habitants est connue à travers les recensements de la population effectués dans la commune depuis 1793. Pour les communes de moins de 10 000 habitants, une enquête de recensement portant sur toute la population est réalisée tous les cinq ans, les populations de référence des années intermédiaires étant quant à elles estimées par interpolation ou extrapolation. Pour la commune, le premier recensement exhaustif entrant dans le cadre du nouveau dispositif a été réalisé en 2006.

En 2022, la commune comptait 174 habitants, en évolution de +3,57 % par rapport à 2016 (Côte-d'Or : +0,82 %, France hors Mayotte : +2,11 %).
| 1793 | 1800 | 1806 | 1821 | 1836 | 1841 | 1846 | 1851 | 1856 |
| ---- | ---- | ---- | ---- | ---- | ---- | ---- | ---- | ---- |
| 402  | 481  | 471  | 490  | 564  | 604  | 618  | 610  | 562  |

| 1861 | 1866 | 1872 | 1876 | 1881 | 1886 | 1891 | 1896 | 1901 |
| ---- | ---- | ---- | ---- | ---- | ---- | ---- | ---- | ---- |
| 573  | 597  | 574  | 582  | 531  | 521  | 501  | 503  | 469  |

| 1906 | 1911 | 1921 | 1926 | 1931 | 1936 | 1946 | 1954 | 1962 |
| ---- | ---- | ---- | ---- | ---- | ---- | ---- | ---- | ---- |
| 445  | 481  | 382  | 393  | 361  | 358  | 287  | 287  | 264  |

| 1968 | 1975 | 1982 | 1990 | 1999 | 2006 | 2011 | 2016 | 2021 |
| ---- | ---- | ---- | ---- | ---- | ---- | ---- | ---- | ---- |
| 279  | 195  | 222  | 173  | 152  | 184  | 166  | 168  | 177  |

| 2022 | - | - | - | - | - | - | - | - |
| ---- | - | - | - | - | - | - | - | - |
| 174  | - | - | - | - | - | - | - | - |

## Lieux et monuments

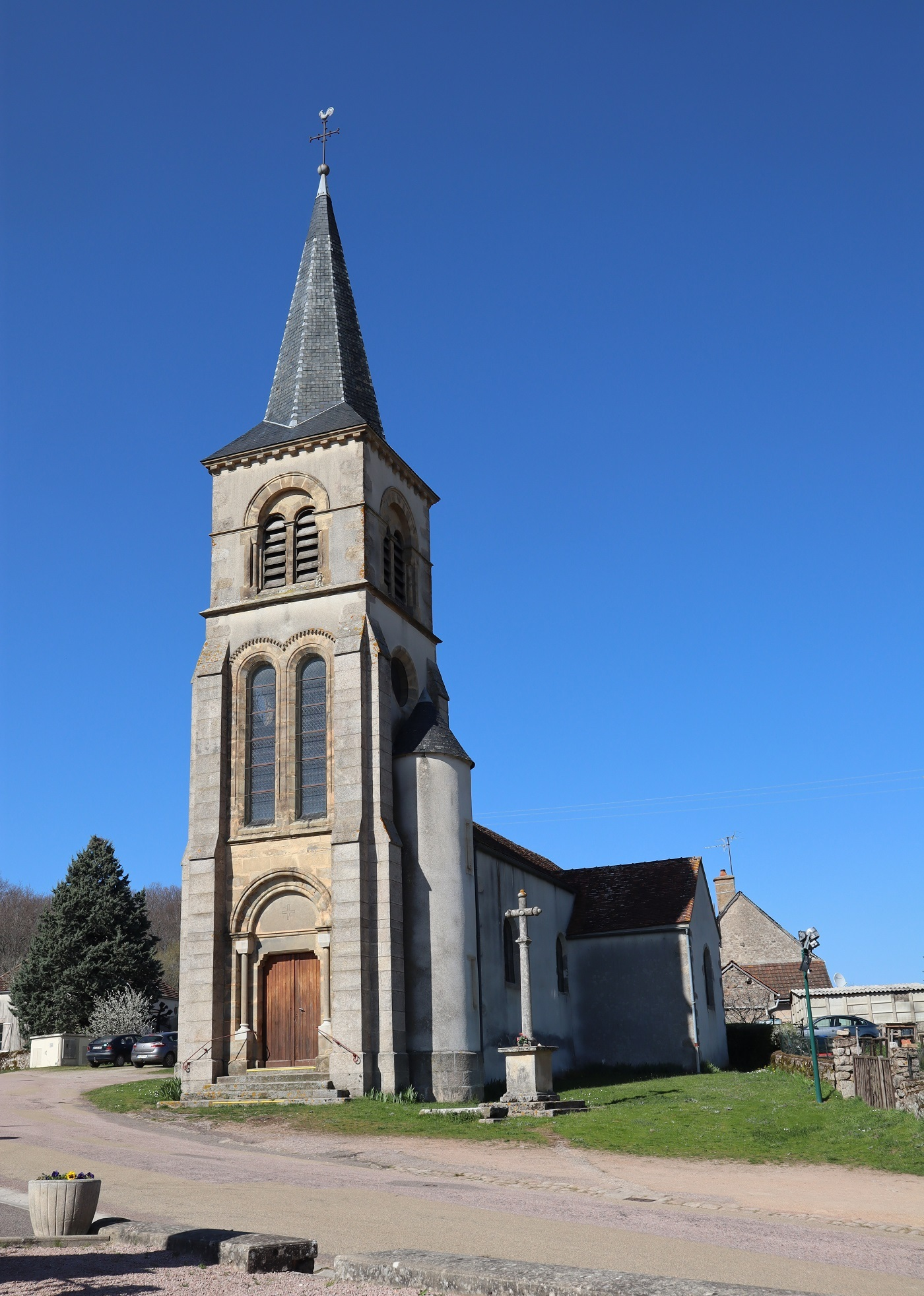
Église de Saint-Germain-de-Modéon.

- Église paroissiale Saint-Germain.

## Personnalités liées à la commune
- La naturaliste et exploratrice Geneviève Meurgues y vit depuis sa retraite.
- Né le 5 avril 1900 à Saint-Germain-de-Modéon, Gabriel Ferdinand Parot, devient le 17 mai 1925, à la suite des élections municipales, et quelques semaines après ses 25 ans, le plus jeune maire de France.

## Culture
Créé en 2019 par l'association Patrimoine Mundaunien et l'amicale de St-Germain-de-Modéon (avec le maire Valéry Loisier et l'acteur et metteur en scène Jérôme Robart), le P'tiot festival est un festival de théâtre rural annuel qui a lieu en août. Jérôme Robart : « Un magnifique moment de théâtre, de générosité et de partage. Nous étions dix acteurs, tous bénévoles, et avons réuni sur cinq dates plus de 750 personnes. Nous avons joué à guichets fermés, des bénévoles prolongeant la générosité de notre geste par le leur. Un cycle vertueux était né »,.

## Héraldique
| Blason à dessiner | Blason  | Parti: au 1er de sinople au pic de carrier d'argent emmanché d'or, au 2e d'argent à la fasce ondée d'azur; le tout sommé d'un chef bandé d'or et d'azur et à la bordure de gueules, ledit chef soutenu d'une divise d'argent chargée de l'inscription de sable « SAINT GERMAIN DE MODEON » et d'une filière de gueules. |
| Blason à dessiner | Détails | Le statut officiel du blason reste à déterminer. |